# 캥탱 마시
캥탱 마시(프랑스어: Quentin Matsys, 네덜란드어: Quinten Matsijs, 1466년 ~ 1530년)는 플랑드르파 풍의 플람스인 화가이다. 벨기에 뢰번에서 태어났으며 화가가 되기 전에는 철공 훈련을 받았다고 알려져 있다. 마시는 안트베르펜에서 20년 이상 활동하며 종교적 뿌리와 풍자적 경향이 담긴 수많은 작품을 남겼으며 16세기 플랑드르의 주요 회화 학교인 앤트워프 회화 학교의 창시자이다. 그는 전통을 완전히 깨뜨리지 않으면서 새로운 기법과 도덕적 요소가 담긴 주제(모티프)를 도입했다.

## 생애
캥탱 마시의 삶에 대한 초기 기록은 주로 전설로만 전해오며 그의 활동이나 인물상에 대한 현대 기록은 거의 전해지지 않는다. 요한 몰라누스(J. Molanus)의 Historiae Lovaniensium에 따르면 마시는 뢰번에서 태어나 철공업을 한 것으로 알려져 있다. 마시는 1466년 4월 4일 ~ 9월 10일 사이 쯤에 대장장이었던 아버지 우스트 마시(Joost Matsys, 1483년 사망)와 어머니 카트린 반 킨켄(Catherine van Kincken) 사이에서 네 자녀 중 한 명으로 태어났다. 전설에 따르면 마시는 그림 그리는 일이 더 낭만적인 직업이라고 생각했던 아내를 유혹하기 위해 대장장이로서의 경력을 포기했다고 알려져 있지만, 플랑드르 예술가들의 전기를 집필한 카렐 판 만더르에 따르면 이는 거짓이고, 진짜 이유는 그가 대장간에서 일하기에는 몸이 허약했고 대신 카니발 축제를 위해 인쇄물을 장식했다고 한다.
우스트 마시의 기록된 기부금과 소유물들을 통해 마시의 가족은 부유했으며 이로 인해 마시는 재정적인 이유로 그림을 그리게 된 것이 아니라는 것을 추측해 볼 수 있다. 캥탱 마시는 앤트워프에서 활동하던 기간 동안 미술사학자들에 의해 화가 아드리안 판 오페르베케(Adriaen van Overbeke, 1508년 수료)로 추정되는 특정 아리아인, Willem Muelenbroec(1501년 등록), Eduart Portugalois(1504년 등록, 1506년 수료), Hennen Boeckmakere(1510년 등록) 등 단 4명의 예술가들을 양성했다. 마시는 플란데런의 풍경화 화가로 유명한 요아힘 파티나르(Joachim Patinir)와 함께 공부했으며 둘은 함께 풍경화(마드리드 프라도 미술관의 《성 안토니오의 유혹》 등)를 그린 것으로 알려져 있다.

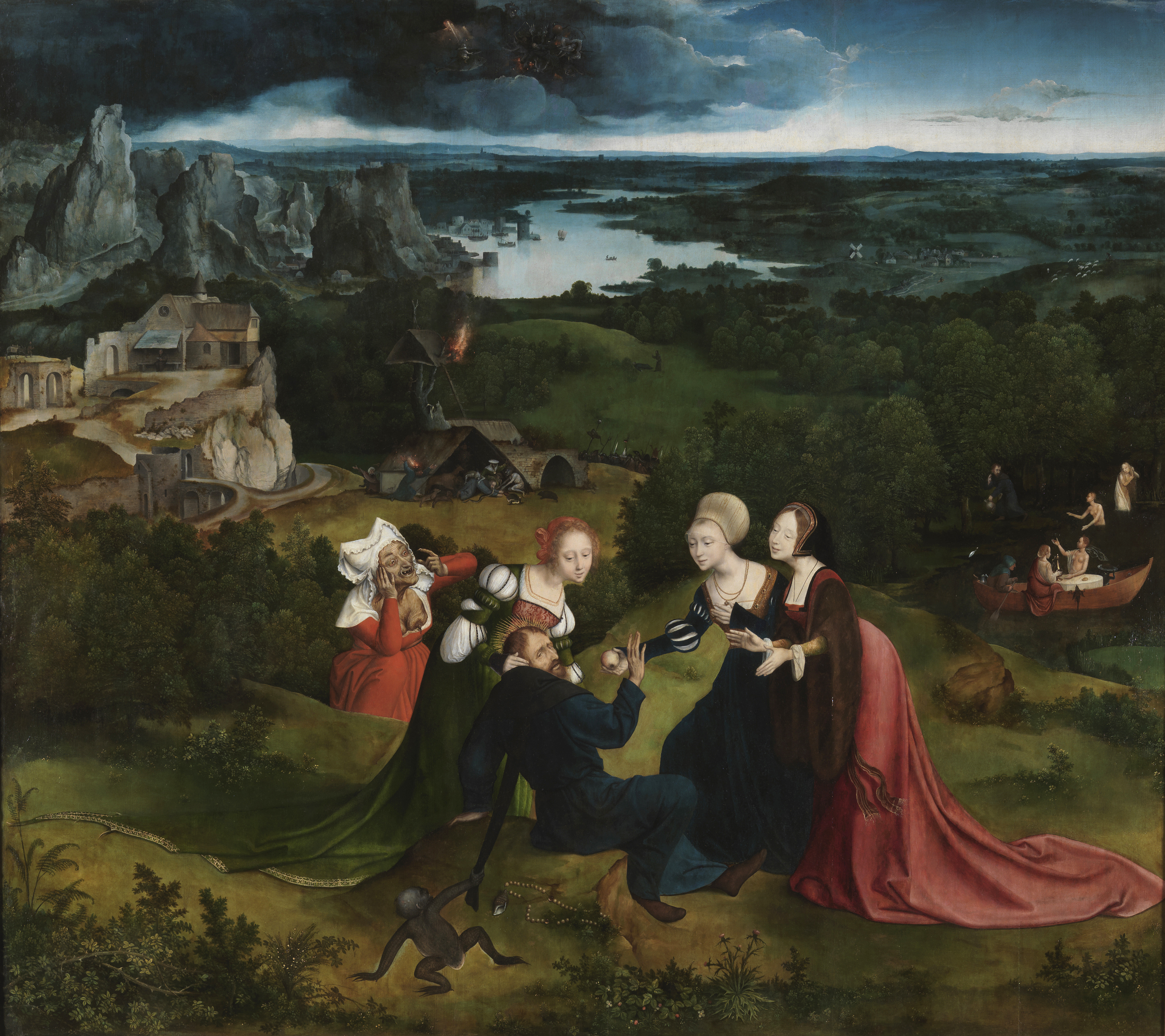
캥탱 마시와 요아힘 파티나르가 그린 《성 안토니오의 유혹》(The temptations of St. Antony Abbot), 1520년~1524년, 프라도 미술관 소장

## 주요 작품

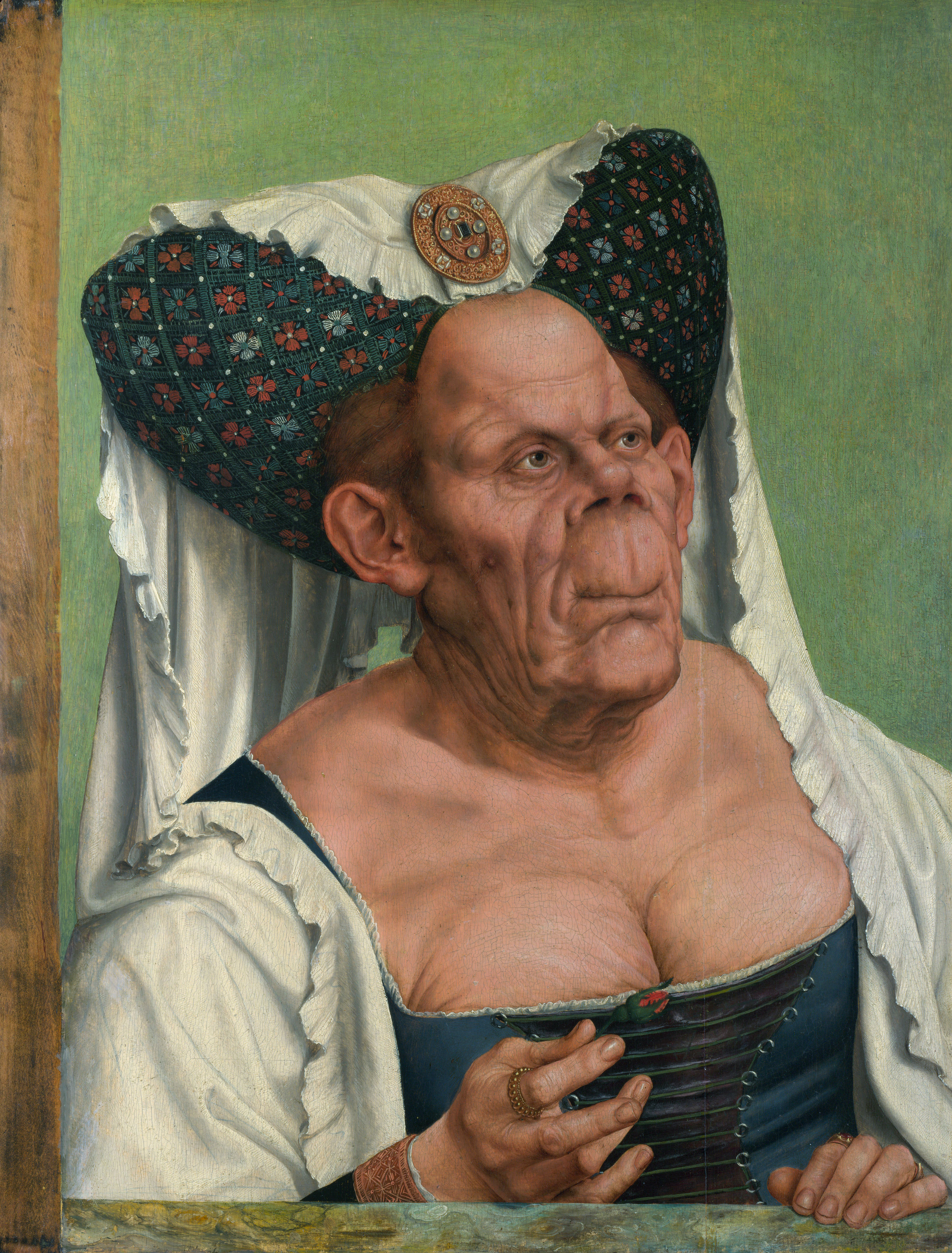
《추한 공작부인》(The Ugly Duchess), 1513년, 런던 내셔널 갤러리
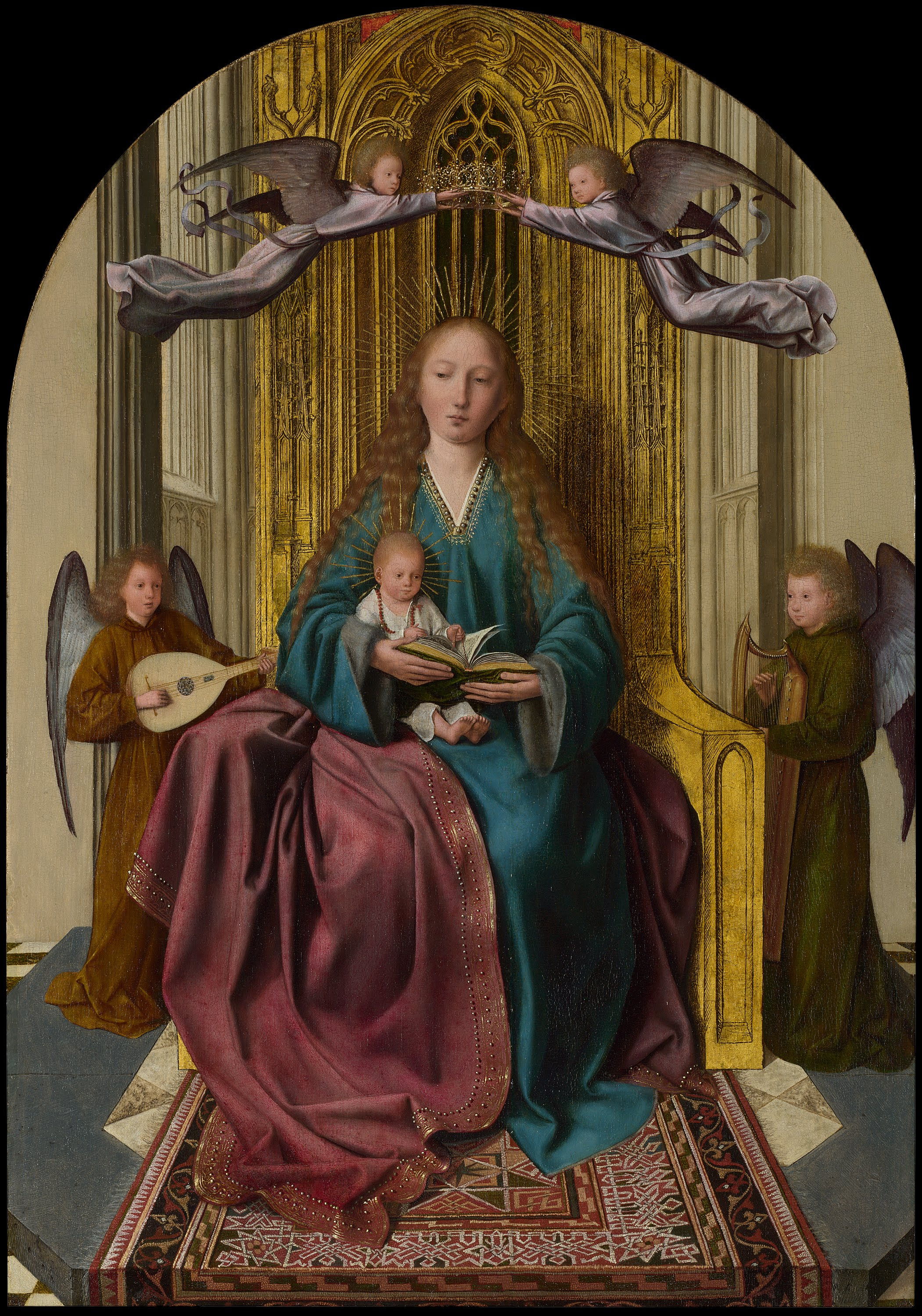
《왕좌에 앉아 있는 성모와 아기 예수 및 네 천사》(The Virgin and Child Enthroned, with Four Angels), 1513년, 런던 내셔널 갤러리
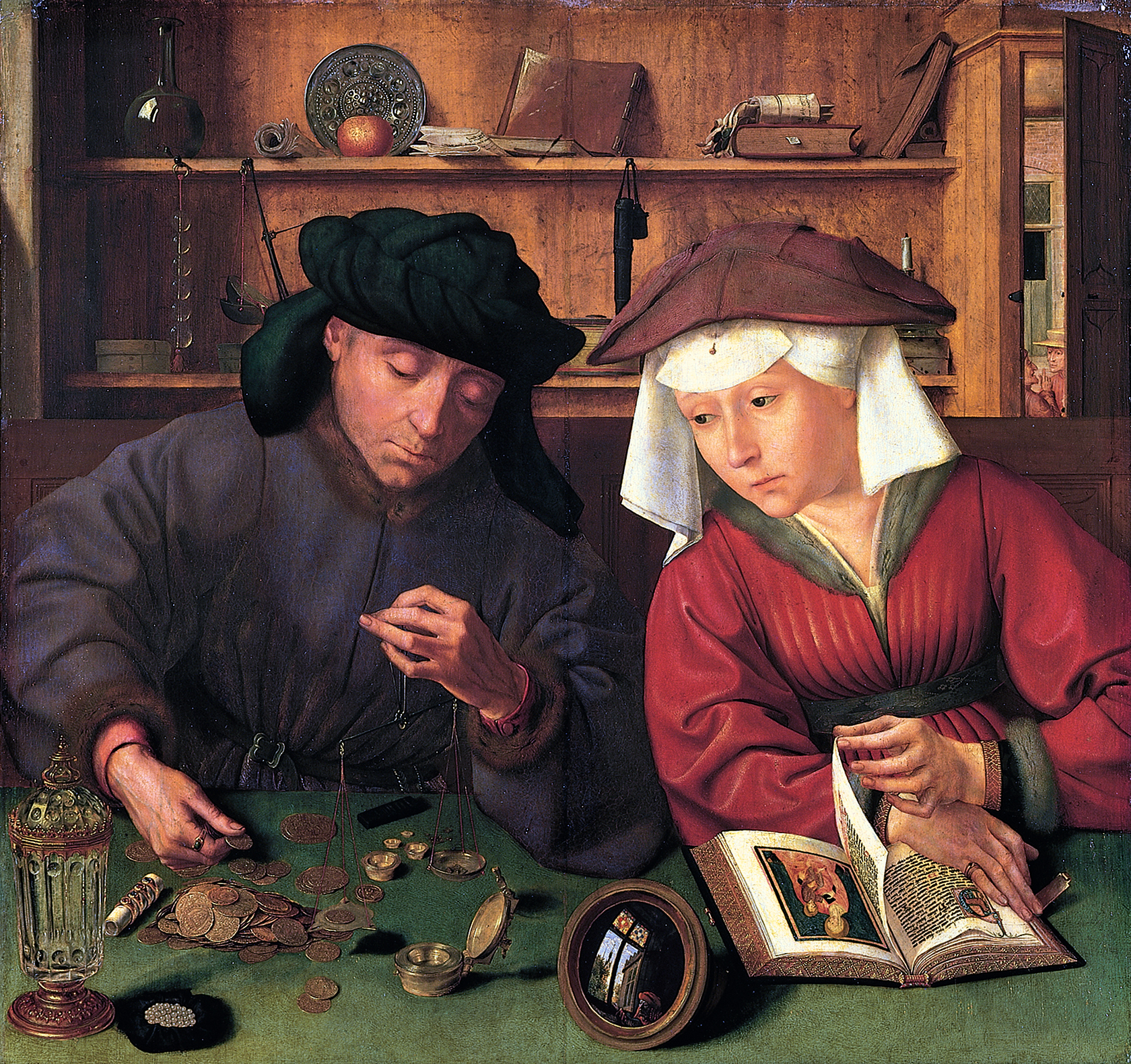
《환전업자와 그의 아내》(The Money Changer and His Wife), 1514년, 루브르 아부다비
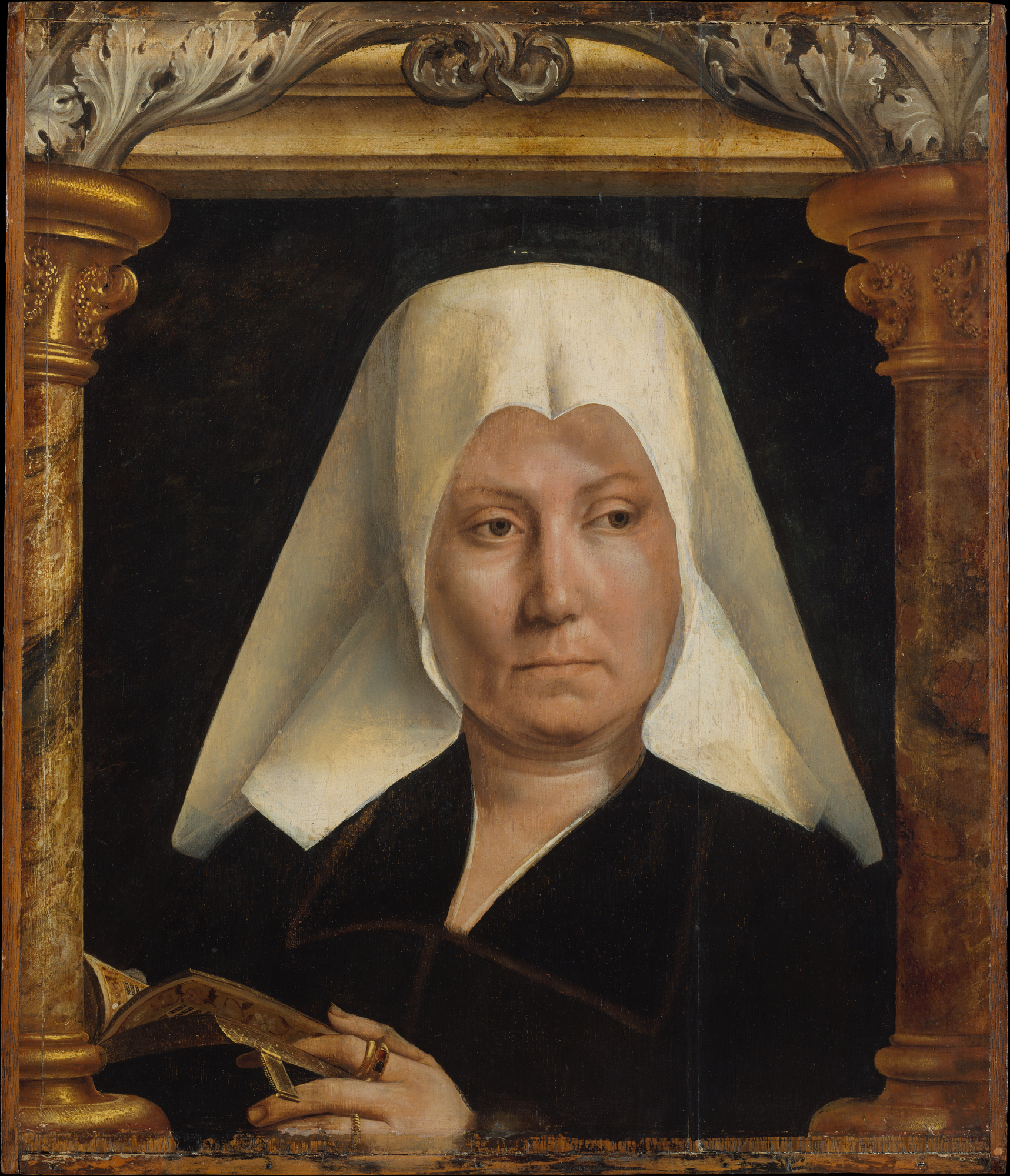
《여성의 초상화》(Portrait of a woman), 1520년경, 메트로폴리탄 미술관
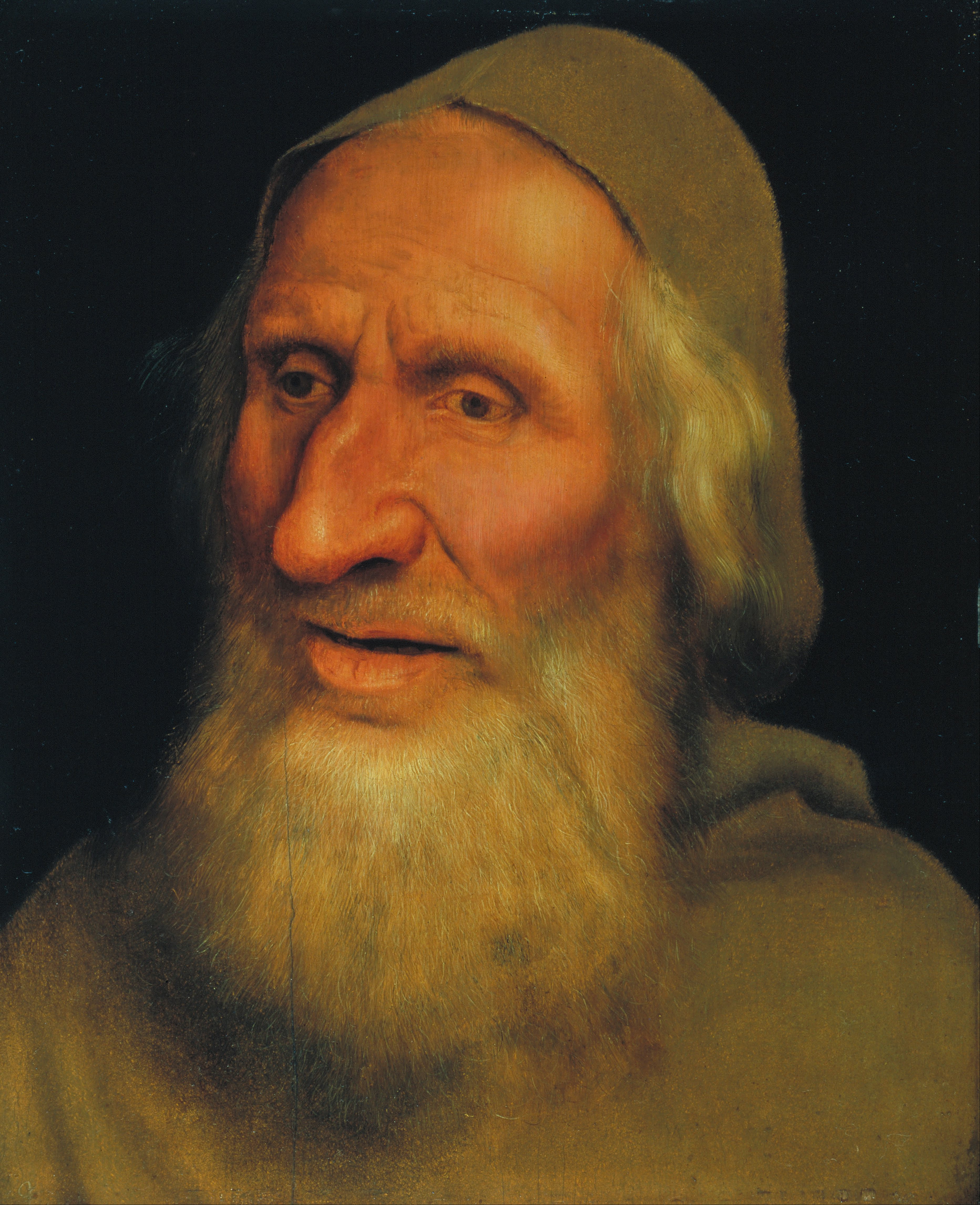
《노인의 두상》(Head of an Old Man), 1525년경, 카탈루냐 미술관